# Ramón Franco

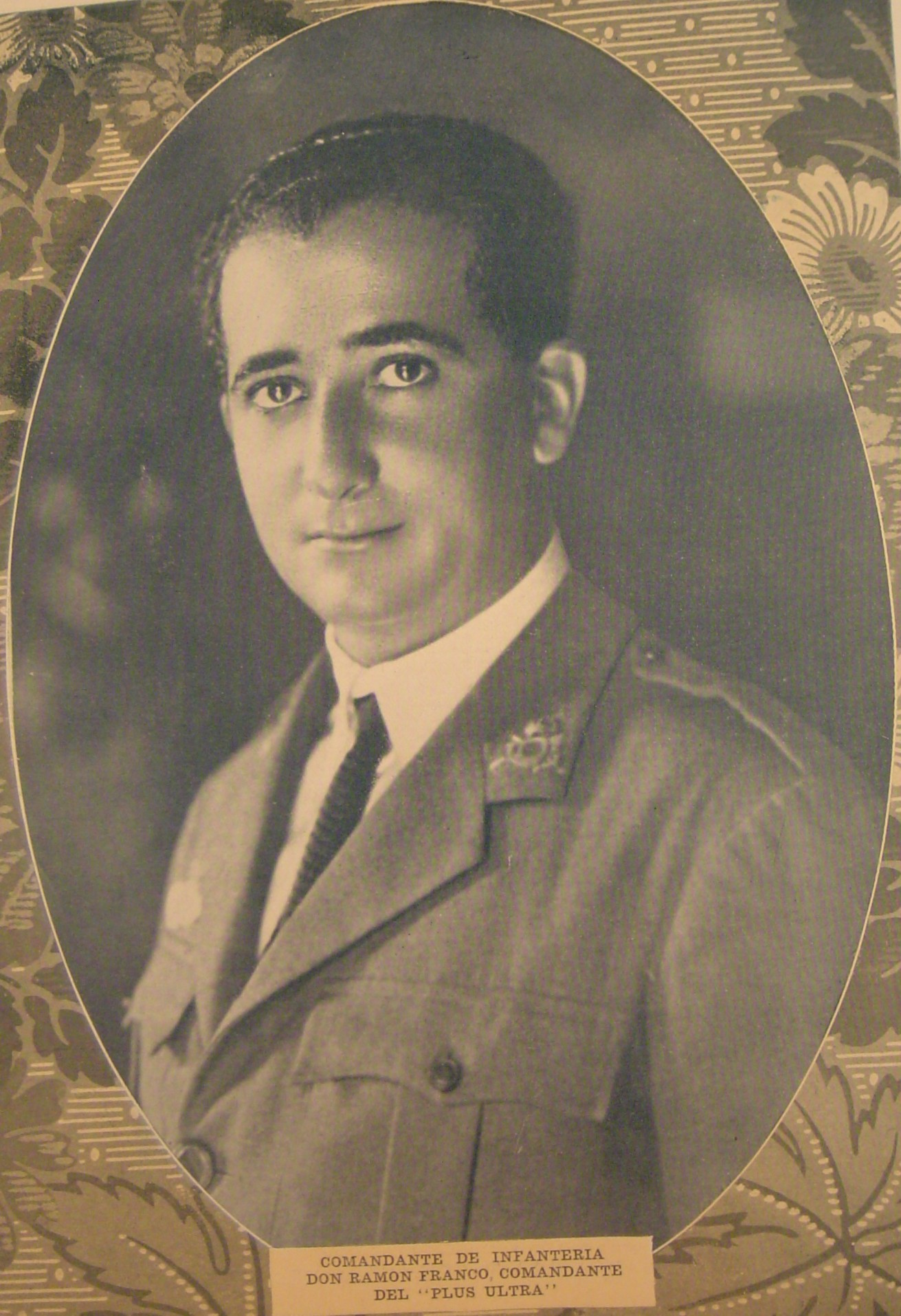

Ramón Franco Bahamonde, född 2 februari 1896, död 28 oktober 1938, var en spansk flygare och politiker. Han var bror till Francisco Franco, men med helt annan politisk åskådning.
Franco blev officer 1914 och pilot vid flygkåren 1921. Han deltog 1921-25 med utmärkelse i fälttåget i Marocko och blev major samma år. 22 januari-11 februari 1926 företog han en flygfärd från Palos i Spanien till Buenos Aires i Sydamerika, ca 10.000 kilometer på 70 flygtimmar. Franco, som 1929 lämnade flygkåren, var därefter en av den republikanska regimens främsta tillskyndare i Spanien. Flera gånger häktad, dömd men undkommen, ledde han bland annat kuppförsöket 15 december 1930 på flygfältet Cuatro Vientos i närheten av Madrid. Efter dess misslyckande var han verksam i Portugal och Paris, och återvände vid republikens införande 14 april 1931 och blev chef för flygkåren. Som sådan kvarstod han till juli samma år, då han invaldes i cortes som deputerad för Barcelona. Franco tillhörde det av överste F. Maciá ledda katalanska, vänsterrepublikanska partiet men drev även efter det nya statsskickets införande en revolutionär propaganda och undgick endast i sin egenskap av deputerad att bli åtalad för stämplingar mot republiken.